# تئاتر ملی نو
تئاتر ملی نو (به ژاپنی: 国立能楽堂, Kokuritsu Nōgaku Dō)، در سنداگایا، شیبویا-کو، توکیو، توکیو، ژاپن در سپتامبر ۱۹۸۳ افتتاح شد. سالن ۵۹۱ صندلی برای اجراهای نو (تئاتر) و کیوگن، و همچنین صحنه تمرین، محوطه نمایشگاه، اتاق سخنرانی و کتابخانه مرجع نیز وجود دارد. در سال ۲۰۰۷، تئاتر ملی نو شروع به ارائه سالانه برنامه‌های منظم توسط مجریان زن کرد.